# Boechera gunnisoniana
Boechera gunnisoniana es una hierba perenne que pertenece a la familia  Brassicaceae la familia de las Mostazas. 

## Localización y hábitat
Crece en gravas, en  pedrizas, así como en las laderas rocosas en el oeste y centro de Colorado. Su periodo de floración es de mayo a junio. 

## Descripción
B.  gunnisoniana presenta varios vástagos delgados, erguidos que puedan alcanzar una altura de hasta 15 centímetros. 
Según cuentas del cromosoma de Rollins (1941) esta especie es (n=7 como en todos los del género Boechera la especie es  (diploide) que se reproduce probablemente de modo sexual.

## Taxonomía
Boechera gunnisoniana fue descrita por (Rollins) W.A.Weber  y publicado en Phytologia 51(6): 370. 1982.
Etimología
Boecchera: nombre genérico que fue nombrado en honor del botánico danés Tyge Wittrock Böcher (1909-1983), que era reconocido por sus investigaciones en plantas alpinas, incluyendo el género Draba.
gunnisoniana: epíteto
Sinonimia
- Arabis gunnisoniana Rollins
- Boechera glareosa Dorn	[2]